# Église Sainte-Foy de Mirmande
La chapelle Sainte-Foy de Mirmande est située à Mirmande, dans le département de la Drôme en France.

## Localisation
La chapelle Sainte-Foy de Mirmande domine le village.

## Historique
L'église, « Lieu de culte dédié à Sainte Foy dès 1124» était la chapelle romane d’un prieuré d’Augustins dépendant de l’abbaye Saint-Thiers de Saoû.
Elle a remplacé une chapelle plus ancienne, Saint-Didier, probablement situé dans la plaine.
L'église a été remaniée et agrandie plusieurs fois au fil des siècles. Le vaisseau de l'église est de style roman. Le chœur en croisées d'ogives date du XIIIe siècle. La croisée est soutenue par quatre bases de chapiteau sculptées. La chapelle, située dans la partie sud a été rajoutée au XVe ou au XVIe siècle. Le clocher a probablement été reconstruit au XVe siècle. La porte principale date de la même époque.
Elle devient une église paroissiale au XVIe siècle.
Au XIXe siècle, elle fut abandonnée au profit de la nouvelle église (Saint-Pierre) construite au bas du village, plus facile d'accès pour les pratiquants. Comme l'ensemble du village, au début du XXe siècle l'église est à l'état de ruines. L’église Sainte-Foy du XIIe siècle a été inscrite à la protection des monuments historiques par arrêté du 27 janvier 1948.
André Lhote et Haroun Tazieff ont beaucoup œuvré pour la sauvegarde et la restauration de l’église (et du village).
Elle est inscrite au titre des monuments historiques par arrêté du 27 janvier 1948.
Aujourd’hui cette église est désacralisée et accueille des expositions et des concerts.

## Description
A l'extérieur, le clocher placé à droite de la façade se présente sous la forme d'une tour massive dont la partie supérieure présente deux baies géminées de chaque côté. Le chœur date du XIIIe siècle.

## Galerie

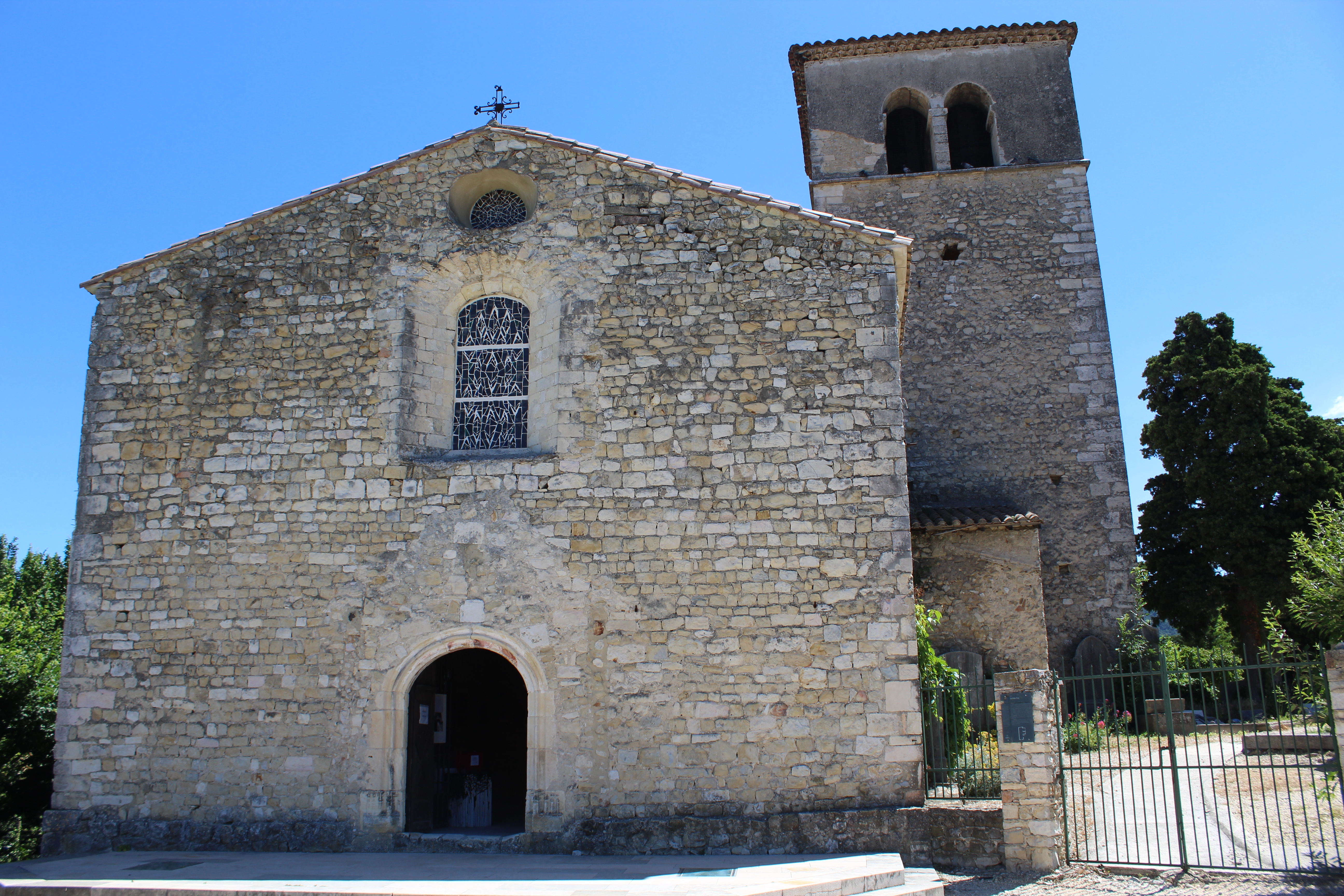
La façade et son clocher excentré.
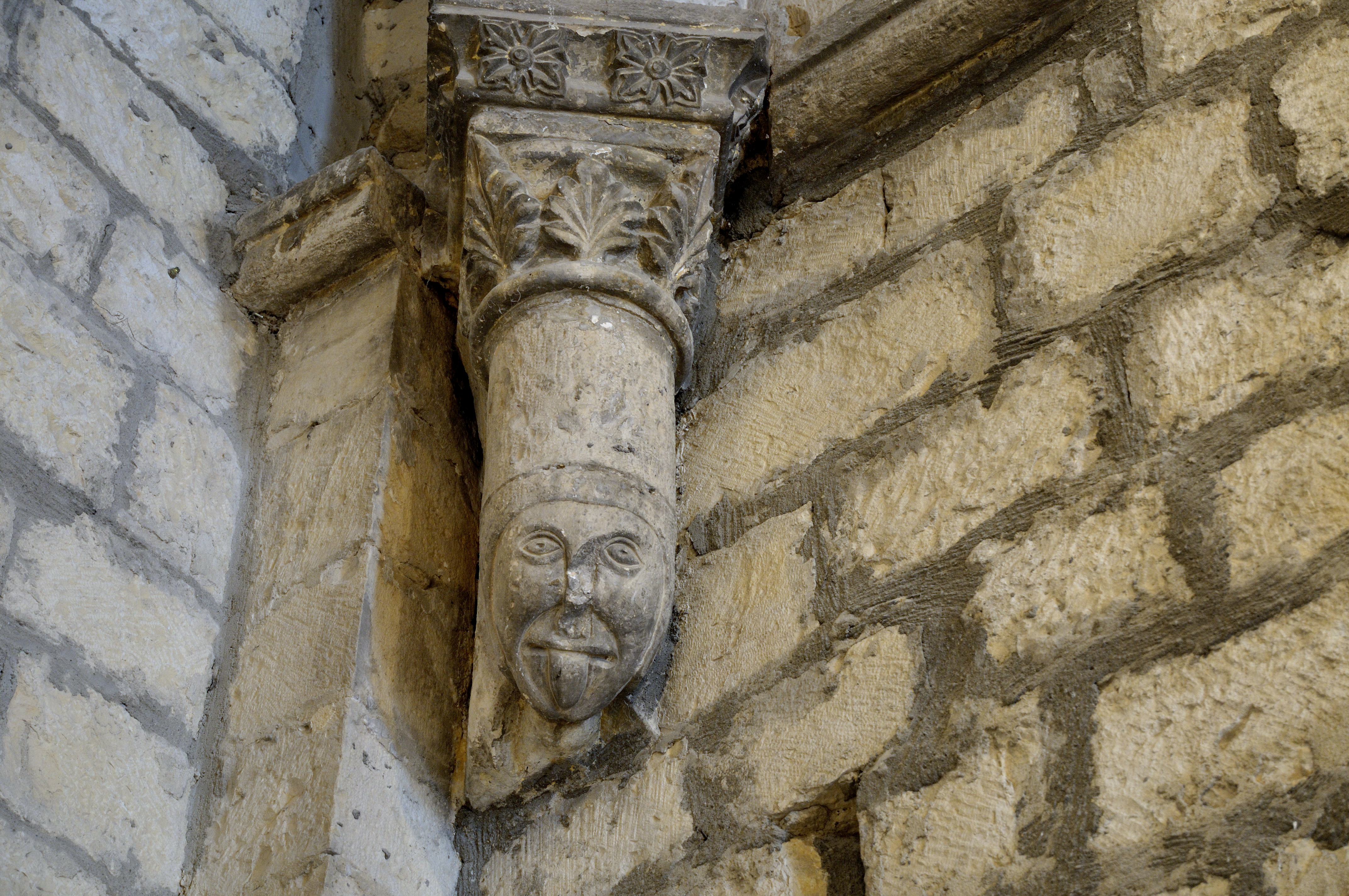
Base de châpiteau : fou tirant la langue.
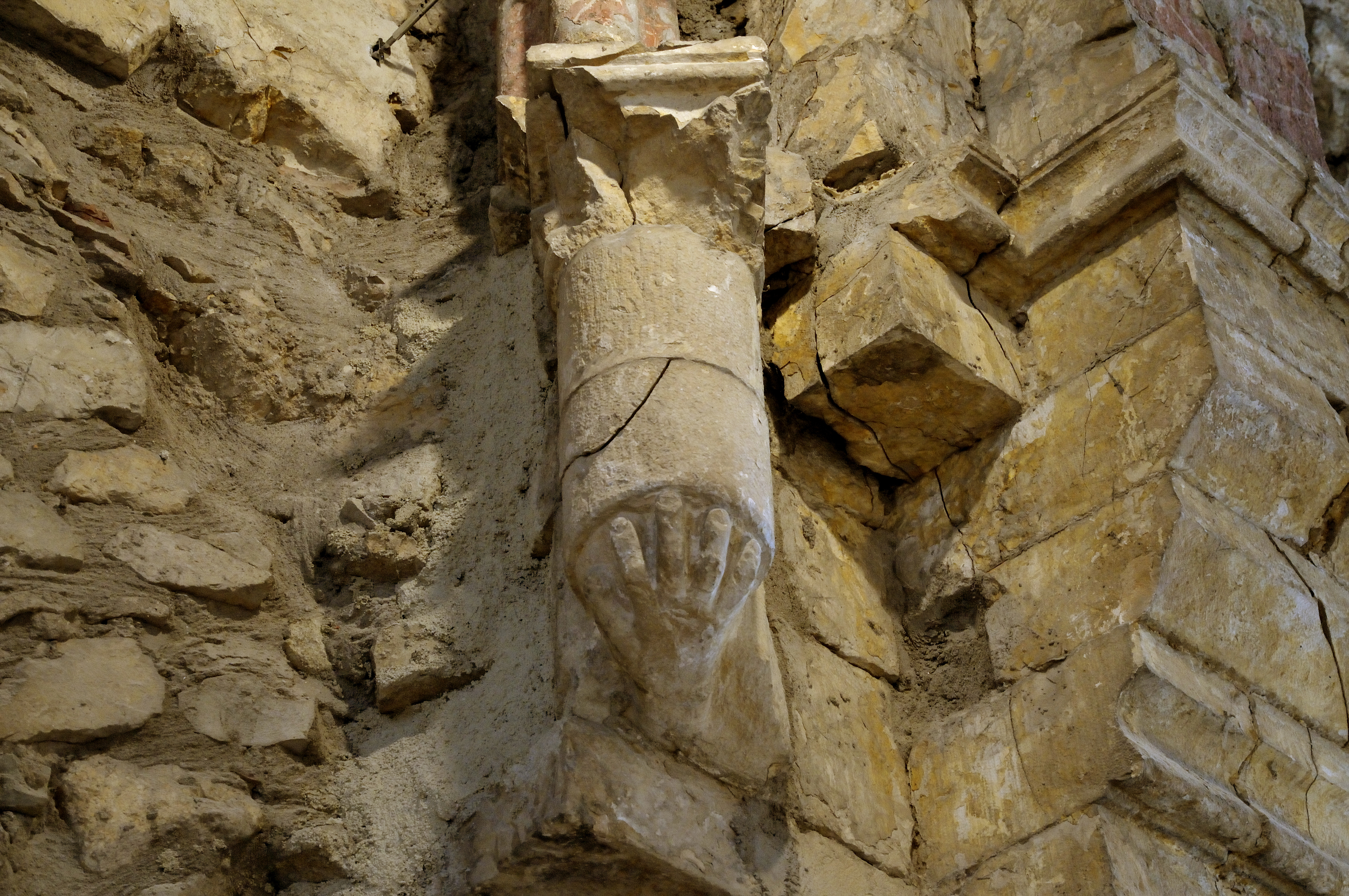
Main soutenant l'embase du châpiteau.
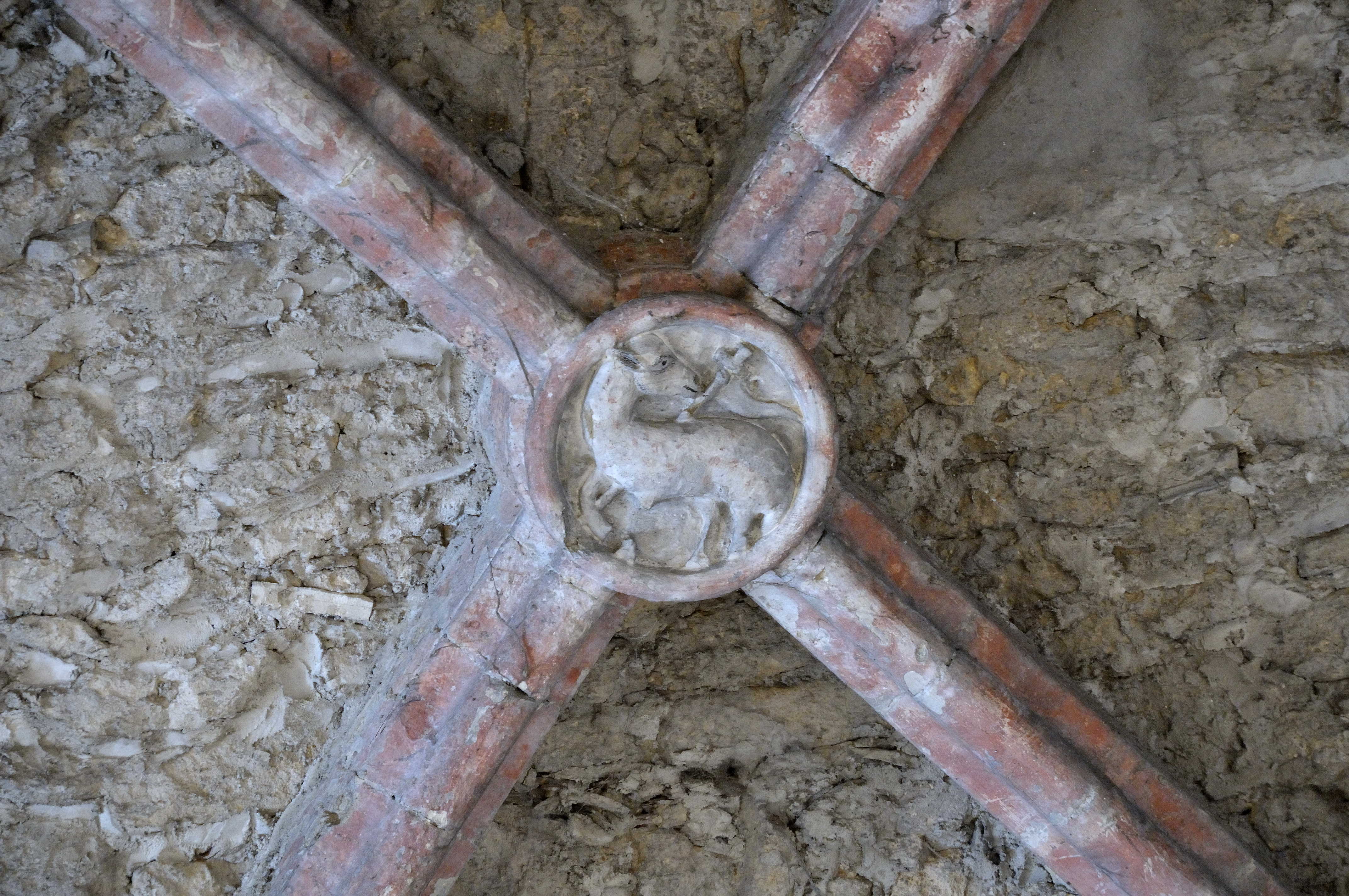
Clé de voûte du châpiteau.
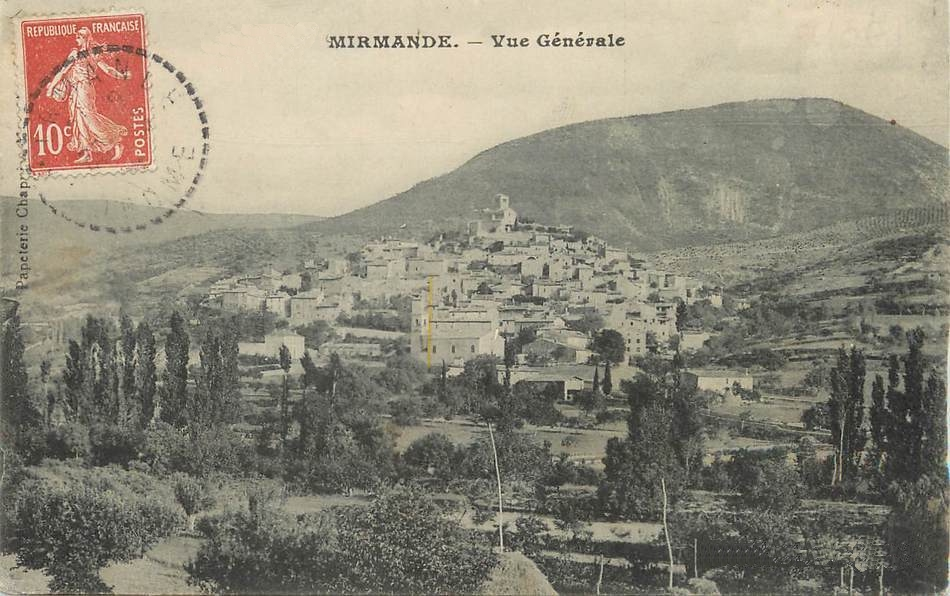
Carte postale ancienne avec la chapelle qui domine le village.